# Пиеро
Пиеро (на френски: Pierrot) е френският вариант на италианския персонаж Педролино от италианската комедия дел арте и пантомимата.
В превод името е умалително и галено от Пиер – малкият Пиер. Появява се за първи път през 17 век в Париж в трупата на пътуващите италиански комици. Пиеро е тъжен клоун, който мечтае за любовта на Коломбина, която обикновено го оставя заради Арлекин. Облечен е изцяло в бяло, с широка блуза с големи копчета и широк бял панталон. Не носи маска, но лицето му е боядисано в бяло. В редки случаи носи шапка, която е конусовидна. Той е ловък слуга, който се крие под маската на добродушието.
В края на 19-и и началото на 20 век той става един от най-популярните герои. Изобразен е в картини на Антоан Вато, Пол Сезан, произведения на Александър Блок и други.